# Rio (film)
A Rio 2011-ben bemutatott brazil–kanadai–amerikai 3D-s számítógépes animációs film, melynek három Jégkorszak-film és a Robotok producere, a brazíliai születésű Carlos Saldanha a film rendezője.
Amerikában 2011. április 15-én, Magyarországon 2011. április 21-én mutatták be a mozikban.

## Cselekmény
Amazóniában egy kisállat-kereskedő csapat befog egy csomó egzotikus madarat, amiket Amerikába szállít. Minnesotában elhagynak egy kék arapapagájt, akit egy Linda nevű lány talál meg és felneveli őt. Azúrnak nevezi el.
Azúr Lindával töltött tizenöt évében teljesen emberi gondolkozásmódot vett fel. A kisvárosi pihenést azonban megszakítja Tulio, az ornitológia doktora, mondván, hogy Azúr az egyik utolsó aramakaó, de nemrég találtak egy nőstényt, s így megakadályozhatják a kék aramakaók kihalását. Ehhez azonban Brazíliába, Rio de Janeiróba kell utazniuk.
Linda kockázatosnak látja az utat, de végül Azúr próbálkozásai meggyőzik, s Tulio társaságában Rióba utazik. Épp akkor indul az elő-karneváli felvonulás.
A madársebészeten rengeteg szerencsétlen madár gyógyult, melyeknek legtöbbedike csempészektől került ide. Az egyikük, a Nigel nevű kakadu megvetően méregeti Azúrt a kezelője háta mögött.
A vitrinben, ahova Azúrt bezárták, ott volt Csili, a papagájlány is. Őt szintén bekényszerítették. Amikor Csili megpróbál összejönni vele, összevesznek.
Éjjel, miután Linda és Tulio elment vacsorázni egy vendéglőbe, Nigel szándékosan zajt csap a váróteremben, amitől Silvio, a szambától megrészegült biztonsági őr odamegy, hogy megnézze, mi történt. Mikor meg akarja simogatni a betegnek álcázott madarat, az Silvio szájába nyom egy altatószeres vattát, mitől az őr elalszik. Így Fernando, a tolvajgyerek belopózott, s elrabolta Azúrt és Csilit.
A bűnözőtanyán Marcell, a gengsztervezér a szemére hányja, hogy döglött madarakat hozott neki, mert Azúr és Csili hullának álcázták magukat. Ám Csili beleharap a bűnöző kezébe, amiért mindenki üldözni kezdi őket. Végül mégis elkapják a két aramakaót, s kalitkába zárják.
Egy okos tervvel azonban kitörnek fogságukból, s menekülni kezdenek. Mivel összebilincselték őket, Azúr repülésmentes útja miatt nehezen haladnak. Nigel, a kakadu és Marcell két kollégája üldözni kezdik. A két papagáj a belső-külső technikát alkalmazva lerázzák őket, s Nigel belecsapódik egy áramszekrénybe. Ettől a fél településen elmegy az áram, a mindenki számára várt futballmérkőzés az elsötétülő stadion miatt félbeszakad, s Nigel szikrázni kezd.
Estére a dzsungelbe érkeznek, ahol megismerik Rafaelt, a mindig vidám tukánt, és rendkívül erélyes feleségét. Rafael felajánlja, hogy elviszi őket Luiz-hoz, aki majd leszedi a bilincset a lábukról. Repülésmentes útjuk során megpróbálják Azúrt repülni tanítani - sikertelenül. Azúr és Csili eközben egyre közelebb kerülnek egymáshoz.
Nigel eközben a majmokra bízza a feladatát, miszerint meg kell találnia a két kék arát. Ők azonban elrontják a munkát, így Nigelnek egyedül kell boldogulnia.
Luiz, a buldog nagy nehezen leszedi a bilincset. Csili szeretne szabadon élni, míg Azúr inkább visszatérne Lindához és Tulióhoz, így aztán különválnak. Csilit azonban útközben elkapja Nigel, melynek Pedro és Nico  szemtanúi lesznek.
A rablócsapat úgy dönt hogy a karneváli felvonulással kimennek a reptérre, és elviszik a madarakat Európába. Linda és Tulio is a felvonuláson vannak, és Azúrt keresik. Azúr bejut a csirkének felöltöztetett furgonba, ám Nigel fogságába ejti. Linda és Tulio elkötnek egy kocsit, de már késő: a tolvajok felszálltak a gépükkel.
Azúr egy tűzoltó készülékkel széttöri a ketrecet, és kiszabadítja a többieket, Nigelt pedig ügyesen kilöki a gépből, akit ezután szétcincál a repülő propellere. A madarak kirepülnek, a repülő pedig lezuhan. Azúr ebben a pillanatban repülni kezd és visszaviszi a törött szárnyú Csilit a rezervátumba, Lindáékhoz.
A film végén látjuk, hogy a párnak három fiókája született, és boldogan élnek.

## Szereplők
| Szereplő      | Eredeti hang      | Magyar hang                                 | Fajtájuk          |
| ------------- | ----------------- | ------------------------------------------- | ----------------- |
| Azúr (Blu)    | Jesse Eisenberg   | Hamvas Dániel Kállay-Saunders András (ének) | kék ara           |
| Csili (Jewel) | Anne Hathaway     | Németh Borbála Tolvai Renáta (ének)         | kék ara           |
| Linda         | Leslie Mann       | Zsigmond Tamara                             | ember             |
| Tulio         | Rodrigo Santoro   | Simon Kornél                                | ember             |
| Rafael        | George Lopez      | Csuja Imre Kökény Attila (ének)             | tukán             |
| Luiz          | Tracy Morgan      | Galambos Péter                              | kutya (bulldog)   |
| Nigel         | Jemaine Clement   | Csankó Zoltán                               | kakadu            |
| Pedro         | will.i.am         | Kálid Artúr Giorgio (ének)                  | pinty             |
| Nico          | Jamie Foxx        | Rajkai Zoltán Szeleczki Dávid (ének)        | kanári            |
| Fernando      | Jake T. Austin    | Ducsai Ábel                                 | ember             |
| Marcel        | Carlos Ponce      | Kolovratnik Krisztián                       | ember             |
| Armando       | Davi Vieira       | Szabó Máté                                  | ember             |
| Tipa          | Jeffrey Garcia    | Elek Ferenc                                 | ember             |
| Denevér       | Jeffrey Garcia    | Láng Balázs                                 | denevér           |
| Kipo          | Bernardo De Paula | Láng Balázs                                 | rózsás kanalasgém |
| Mauro király  | Brian Baumgartner | Karácsonyi Zoltán                           | selyemmajom       |
| Chloe         | Wanda Sykes       | ?                                           | kanadai lúd       |
| Alice         | Jane Lynch        | ?                                           | kanadai lúd       |

További magyar hangok: Balsai Móni, Bertalan Ágnes, Bodrogi Attila, Gerbert Judit, Gerő Bence, Gerő Botond, Győriványi Laura, Hankó Viktor, Jelinek Éva, Kapácsy Miklós, Károlyi Lili, Király Adrián, Renácz Zoltán, Sági Tímea, Stern Dániel, Várkonyi Andrea

## A filmben feltűnő állatok
- Spix-ara (Azúr, Csili és fiókái)
- Óriástukán (Rafael)
- Bulldog (Luiz)
- Sárgabóbitás kakadu (Nigel)
- Koronás kardinális (Pedro)
- Kanári (Nico)
- Szivárványcsőrű tukán (Rafael felesége: Eva)
- Közönséges selyemmajom (Mauro király és a többi majom a filmben)
- Rózsás kanalasgém (Kipo, a film elején látható három rózsás kanalasgém)
- Kanadai lúd (A film elején tűnnek fel, amikor lehógolyózzák a könyvesbolt ablakát, amikor Azúr ott volt)

## Rio 2.
Az animációs film folytatása, melynek magyarországi premierje 2014. április 10-én volt. Azúr, Csili, és három fiókájuk elhagyják Rio de Janeiro városát, és nekivágnak a dzsungelnek. Kiderül a filmben, hogy Csili apja mégsem tűnt el.

## Betétdalok
- Real In Rio (Rio, itt oly jó)
- Whoomp! There It Is
- Let Me Take You to Rio
- Say You, Say Me
- Sapo Cai
- Copacabana Dreams
- Pretty Bird (Nigel)
- Girl From Ipanema
- Funky Monkey
- Mas Que Nada
- Forro Da Fruta
- Balanco Carioca
- Hot Wings (I Wanna Party)
- Fly Love
- The Chicken Dance
- Real in Rio (New Home)
- Telling the World
- Take You to Rio
- Drop It Low

## Televíziós megjelenések
HBO, HBO Comedy, HBO 2, TV2, Super TV2, FEM3 / PRIME, Mozi+, Moziverzum, TV2 Kids